# STAYIN' ALIVE
『STAYIN' ALIVE』(ステイン・アライヴ)は、JUJUの39枚目のシングル。2020年2月8日先行配信、2月26日に発売。

## 解説
シングルとしては、前作「ミライ」より、約1年ぶりとなる。
初回限定盤、通常盤の2形態で発売され、初回限定盤のDVDには-15th ANNIVERSARY- JUJU TOUR 2018『I』＠日本武道館からのライブ映像からセレクションされた映像が収録されている。
「エイリアンズ」はキリンジの楽曲のカバーとなる。

## 収録曲

### CD
1. STAYIN' ALIVE
作詞：磯貝サイモン/作曲：湯原聡志
日本テレビ系土曜ドラマ『トップナイフ -天才脳外科医の条件ｰ』主題歌
2. RAIN
作詞・作曲：T-SK・Emi Tawata
3. エイリアンズ
作詞・作曲：堀込泰行/編曲：Kan Sano
4. STAYIN' ALIVE -Instrumental-

### DVD
1. believe believe
2. Roll the Dice
3. What You Want
4. RISKY
5. あの夜のふたり
6. Love Is Like
7. いいわけ
8. Let It Flow